# Abass Rassou
Abass Rassou (Maroua, 1986. december 12. –) kameruni származású ruandai válogatott labdarúgó.

## Mérkőzései a ruandai válogatottban
| #  | Dátum              | Ellenfél         | Eredmény | Kiírás              | Esemény |
| -- | ------------------ | ---------------- | -------- | ------------------- | ------- |
| 1. | 2009. november 14. | Zambia           | 0 – 0    | Vb-selejtező        |         |
| 2. | 2010. január 7.    | Elefántcsontpart | 0 – 2    | barátságos mérkőzés |         |